# Rhamnophis aethiopissa
Rhamnophis aethiopissa — вид отруйних змій родини полозових (Colubridae). Мешкає в Західній і Центральній Африці.

## Підвиди
Виділяють три підвиди:
- Rhamnophis aethiopissa aethiopissa Günther, 1862;
- Rhamnophis aethiopissa ituriensis Schmidt, 1923;
- Rhamnophis aethiopissa elgonensis Loveridge, 1929.

## Поширення і екологія
Rhamnophis aethiopissa поширені від Сьєрра-Леоне і південно-східної Гвінеї на схід до Танзанії, Кенії і Уганди та на південь до Анголи і Замбії. Вони живуть у вологих рівнинних і гірських тропічних лісах та в галерейних лісах в саванах, трапляються у мангрових лісах. Зустрічаються на висоті до 1040 м над рівнем моря. Ведуть деревний, денний спосіб життя. Живляться амфібіями, ящірками, птахами і дрібними ссавцями. Відкладають яйця серед опалого листя, в кладці 17 яєць.